# Puntstuk (wissel)

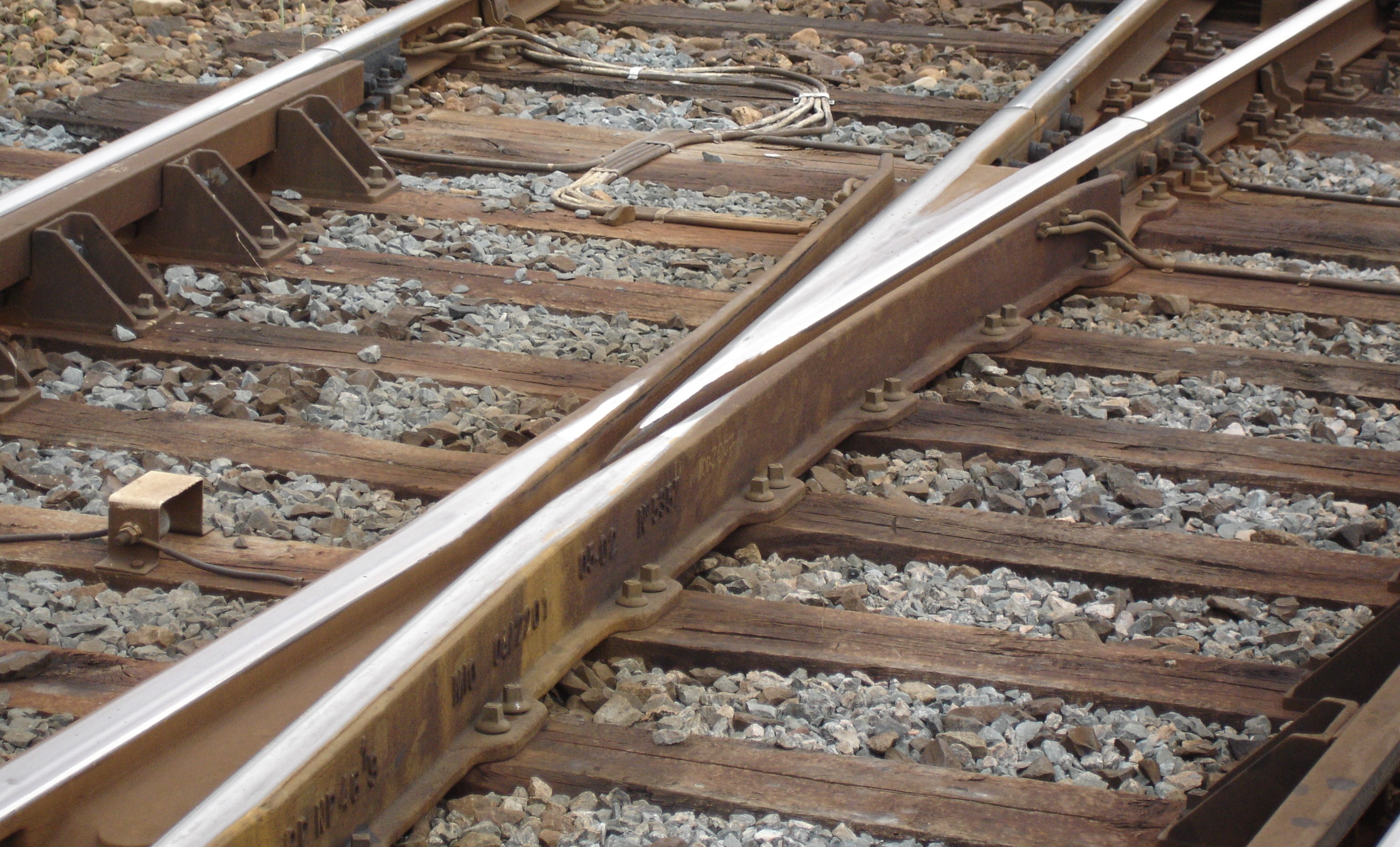
Puntstuk bij een spoorwissel

Een puntstuk in een spoorwegwissel is het punt waar twee spoorstaven elkaar kruisen, ook wel wisselhart genoemd. Deze plaats is door het onderbreken van de spoorrail gevoelig voor ontsporingen. Ook slijtage komt op deze plaats veel voor, doordat de wielen van de trein na de onderbreking van de rail vaak lager zitten dan de rail. Hierdoor botst het wiel tegen het puntstuk, wat in de trein goed hoorbaar kan zijn  in de vorm van een doffe klap.
Bij wissels met een zeer kleine wisselhoek (1:34,7 en 1:39) heeft het puntstuk beweegbare onderdelen. Een dergelijk puntstuk wordt zwaar beschadigd als het wordt opengereden.